# Frederick Polydore Nodder
Frederick Polydore Nodder (fl. 1770 – c. 1800) fue un ilustrador y naturalista inglés, que se especializaba en grabados en cobre y pinturas en miniatura de la flora y la fauna.
Nodder fue el ilustrador del periódico de George Shaw The Naturalist's Miscellany. También ayudó a Joseph Banks en la preparación de su Banks' Florilegium y quien convirtiera muchas de las ilustraciones de Sydney C. Parkinson sobre la flora australiana, de la expedición de lHMS Endeavour, en pinturas; y, auxiliando con grabados para publicar. Su obra se resguarda en el Museo Nacional de Irlanda.

## Referencias

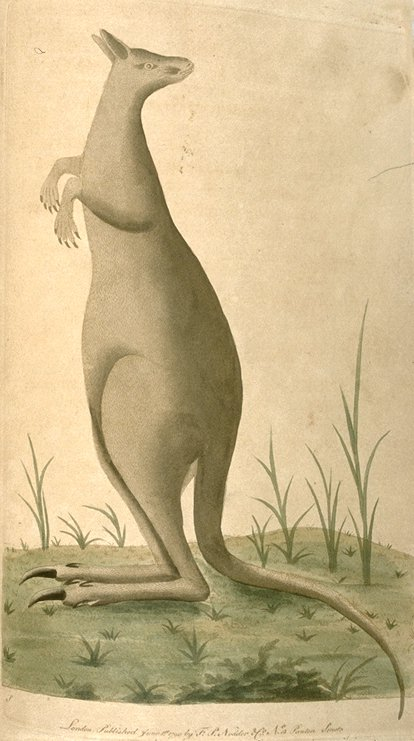
Ilustración de Nodder, publicado por G.K. Shaw.
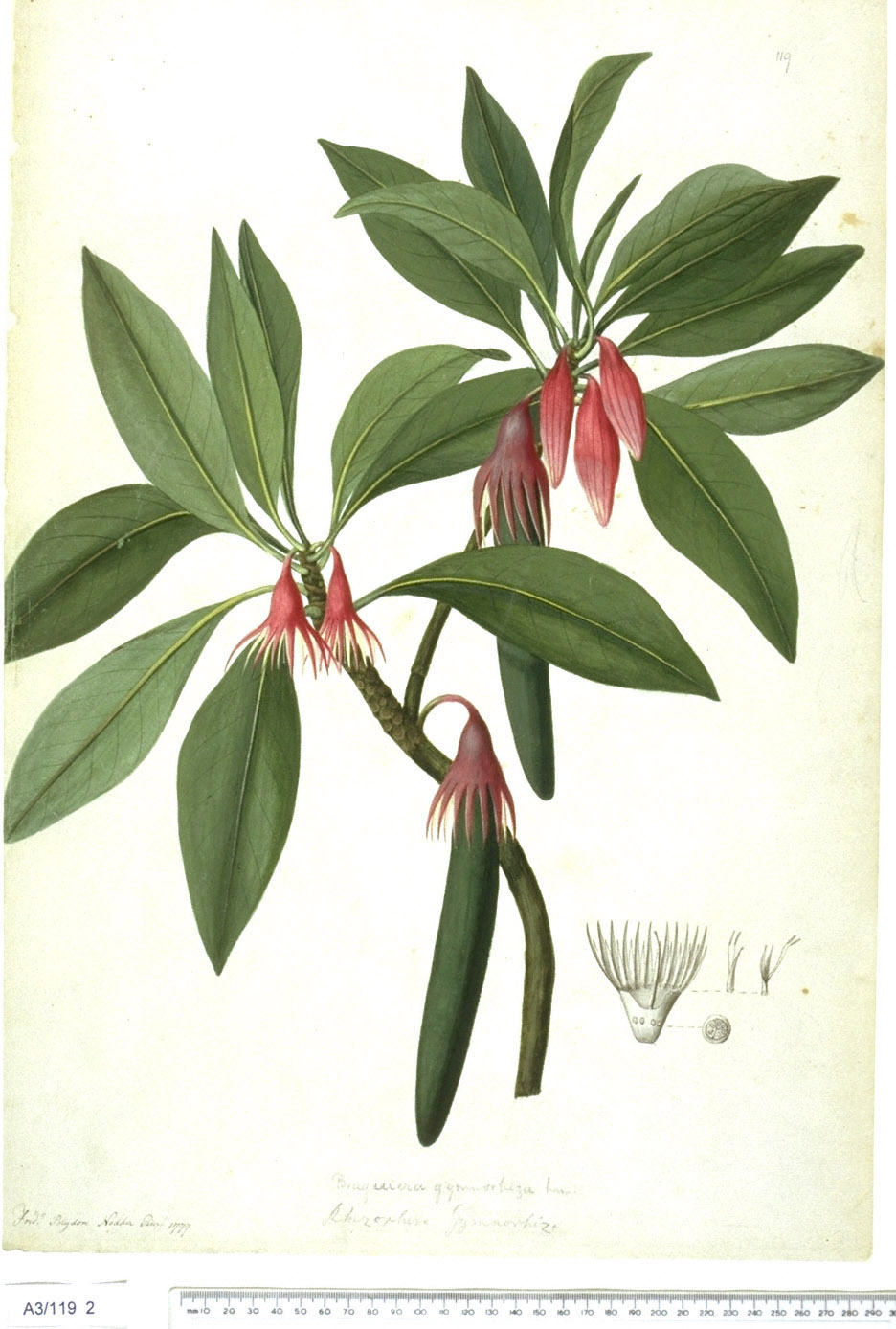
Bruguiera gymnorhiza.
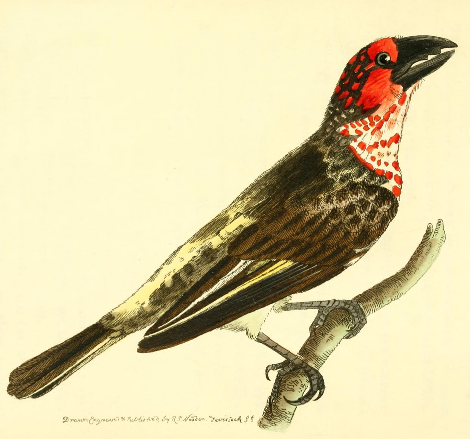
Lybius vieilloti (actual Pognius vieilloti).

## Abreviatura (zoología)
La abreviatura Nodder  se emplea para indicar a Frederick Polydore Nodder como autoridad en la descripción y taxonomía en zoología.